# Brian Bojsen
Brian Bojsen (* 1972 in Dänemark) ist ein dänischer Koch, ehemaliger Gastronom und Surfer sowie Fotograf, der im deutschsprachigen Raum hauptsächlich als ehemaliger Juror der ZDF-Sendung Küchenschlacht sowie aus weiteren Formaten des Senders bekannt ist.

## Leben
Bojsen verdiente sein Geld ab seinem 18. Lebensjahr als Surfer und Fotograf. Später begann er seine Tätigkeit in der Gastronomie. Er arbeitete 16 Jahre auf Sylt, unter anderen in der Sansibar, im Seepferdchen und der Osteria, bevor er bis 2014 in der Event-Branche tätig wurde. Im selben Jahr eröffnete er sein im April 2021 wieder geschlossenes Restaurant Brian’s – Steak & Lobster in der Hamburger Milchstraße in den ehemaligen Lokalitäten von Pius Reglis Pius Weinbar. Ab August 2016 war Bojsen regelmäßig in der ZDF-Sendung Die Küchenschlacht als Juror zu sehen, wie auch in weiteren Formaten des Zweiten Deutschen Fernsehens, wie Kerners Köche. Im Mai 2018 brachte er sein erstes Kochbuch unter dem Titel „Lækker – Die skandinavische Küche des verrückten Dänen“ im ZS Verlag heraus – eine bunte Rezeptauswahl seiner kalifornischen Küche zwischen Hamburger und Hummer unter skandinavischem Einfluss. 2022 war er in 5 Folgen des RTL-Formats Chefkoch TV an Seiten von Sarah Henke als Juror in Vertretung von Tarik Rose zu sehen. Etwa seit dieser Zeit betreibt er ein Spezialitätenrestaurant auf einem Hausboot in Hamburg.

## Familie und Privatleben
Bojsen war mit einer Deutschen verheiratet und hat zwei Kinder mit ihr, einen Sohn und eine Tochter. Sein Sohn Jaden Bojsen war als Kinderschauspieler tätig. 2024 wurde bekannt, dass Brian Bojsen schon seit längerer Zeit mit der Fernsehmoderatorin Nova Meierhenrich liiert ist, die ebenfalls in Hamburg lebt.

## Bücher
- Lækker – Die skandinavische Küche des verrückten Dänen. ZS Verlag GmbH, München 2018, ISBN 3-898-83746-7.